# Leptothelaira longicaudata
Leptothelaira longicaudata är en tvåvingeart som beskrevs av Louis-Paul Mesnil och Hiroshi Shima 1979. Leptothelaira longicaudata ingår i släktet Leptothelaira och familjen parasitflugor. Inga underarter finns listade i Catalogue of Life.